# Mordfall Simone Dewenter
Als Mordfall Simone Dewenter wird die ungeklärte Ermordung der 30-jährigen Prostituierten Simone Dewenter zwischen dem 29. Dezember 2002 und dem 1. Januar 2003 bezeichnet.

## Sachverhalt
Die gehörlose Prostituierte Simone Dewenter, genannt „Simi“ (* 1972), welche auf dem Straßenstrich in Bonn sowie in Köln arbeitete, lebte in Köln-Kalk und kommunizierte über Lippenlesen, mit Gebärden oder mithilfe von Zetteln. Sie konnte aber auch etwas sprechen.
Am Abend des 29. Dezember 2002 stand sie mit ihrem Auto in einer Parkbucht vor einem Gebäude der Deutschen Telekom in der Straße „Am Propsthof“ in Bonn-Endenich, wo sie gegen 21:20 Uhr in ein anderes Auto stieg. Was in der Folge geschah, liegt im Dunkeln. Ihre Leiche wurde – nur mit Unterwäsche bekleidet – am Neujahrstag bei Schweich (Landkreis Trier-Saarburg) in der Nähe eines kleinen Parkplatzes aufgefunden, der unweit der Anschlussstelle Schweich der Bundesautobahn 1 an der Landesstraße 141 (Schweich-Hetzerath) liegt, ungefähr 150 km von Bonn entfernt. Die übrige Kleidung und ihr Besitz sind nicht wieder aufgetaucht. Die Ermittlungen der Polizei blieben erfolglos.
Der Fall erfuhr eine lang anhaltende Rezeption. So befasste sich am 8. Januar 2004 eine Folge von Aktenzeichen XY … ungelöst unter anderem mit diesem Fall. Auch noch über acht Jahre nach der Tat wurde über den Fall sowohl in Zeitungen als auch im Fernsehen (Ungeklärte Morde bei RTL II) berichtet. Am 5. März 2025 wurde in der Sendung Aktenzeichen XY Cold Cases der Fall als dritter Filmbeitrag erneut vorgestellt. Bis zum 6. März 2025 waren insgesamt 34 Hinweise von Zuschauern eingegangen, welche nun abgearbeitet werden.

## Quelle
- Webseite über den Mordfall Simone Dewenter des Bundeskriminalamtes, abgerufen am 8. Oktober 2016